# Kozlov (přírodní památka)
Kozlov je přírodní památka v okrese Tábor. Nachází se v Táborské pahorkatině, dva kilometry jihovýchodně od Želče.
Předmětem ochrany je vlhká kulturní louka vklíněná do lesa s hojným výskytem prstnatce májového (Dactylorhiza majalis), starčku potočního (Tephroseris crispa), některých druhů ostřic (Carex) a ojedninělým výskytem kozí brady luční (Tragopogon pratensis). Lokalita musí být stejně jako jiné vstavačové louky pravidelně kosena a udržována mělkým odvodněním v přístupném stavu. Nebezpečím je šíření expanzívních druhů – především tužebníku jilmového (Filipendula ulmaria), který potlačuje původní společenstva mokrých luk a vytváří místy až monokultury.